# 斯坦頓 (阿拉巴馬州)
斯坦頓（英語：Stanton）是一個位於美國阿拉巴馬州奇爾頓縣的非建制地區。該地的面積和人口皆未知。

## 地理
斯坦頓的座標為32°44′08″N 86°53′59″W / 32.73568°N 86.89971°W，而該地最高點為海拔高度102米（即335英尺）。